# Філівський парк (станція метро)
55°44′22″ пн. ш. 37°29′00″ сх. д. / 55.73944° пн. ш. 37.48333° сх. д.
«Філі́вський парк», «Фільо́вський парк» (рос. Филёвский парк) — станція Філівської лінії Московського метрополітену. Розташована між станціями «Багратіонівська» і «Піонерська», під Мінською вулицею.
Була відкрита 13 жовтня 1961 у складі черги «Філі» -— «Піонерська».
Назву отримала по розташованому поруч парку.

## Вестибюлі й пересадки
На станції два засклених наземних вестибюлі, сходи до яких розташовані ближче до середини платформи. Зі станції можна вийти на обидві сторони Мінської вулиці. Поруч зі станцією розташовані вулиці Мала і Велика Філівська, Кастанаєвська, Сеславінська й Олеко Дундича, а також площа Ромена Роллана.

## Технічна характеристика
Конструкція станції — наземна відкрита з острівною платформою. Побудована за типовим проектом зі збірного залізобетону.
Через те, що станція постійно піддається впливу несприятливих погодних умов і вібрації від розташованої над нею автостради, конструкції станції за 30 років частково зруйнувалися. На станції було проведено відновлювальний ремонт. Над коліями встановлені металеві навіси.

## Колійний розвиток
Станція без колійного розвитку.

## Пересадки
- Автобуси: е29, 73, 104, 107, 130, 155, 231, т54; 
  - обласні: 139, 818

## Оздоблення
Колони, що підтримують навіс над платформою й естакаду Мінської вулиці, а також цоколі павільйонів і стіни сходів, оздоблені світло-сірим мармуром. Покриття платформи — асфальт. Бетонні колійні стіни є тільки в середині платформи. Світильники приховані в ребристій стелі.